# Mattias Sahlström
Erik Mattias Sahlström (* 12. Februar 1968 in Danderyd) ist ein ehemaliger schwedischer Basketballspieler.

## Leben
Der 2,08 Meter große Innenspieler wurde 1989 mit Solna IF schwedischer Meister und wechselte anschließend für zwei Jahre an die Oklahoma State University in die Vereinigten Staaten. Dort lief er von 1989 bis 1991 in 58 Spielen auf und erzielte im Durchschnitt 6,3 Punkte sowie 3,2 Rebounds je Begegnung.
Anschließend kehrte er zu Solna IF zurück, wo er bis 1993 spielte und dann innerhalb der ersten schwedischen Liga nach Göteborg zu Kärcher Basket (später in New Wave Sharks umbenannt) wechselte. 1994 und 1996 errang er mit der Mannschaft jeweils den schwedischen Meistertitel. In Göteborg war er Führungsspieler und empfahl sich für Aufgaben in spielstärkeren europäischen Ligen. Zur Saison 1996/97 ging er nach Griechenland zu Iraklis Thessaloniki und trat mit der Mannschaft neben den Spielen in der ersten Liga des Landes auch im europäischen Vereinswettbewerb EuroCup an.
In der Saison 1997/98 stand der Schwede in der italienischen Serie A bei Olimpia Mailand unter Vertrag, Von 1998 bis 2001 spielte er für Olympique d’Antibes in der ersten Liga Frankreichs, seine beste Punktausbeute dieser Zeit verbuchte er im Spieljahr 1999/2000 mit 10,2 pro Einsatz. Die Saison 2001/02 begann Sahlström mit einem Kurzengagement bei Iraklio Kreta in Griechenland, war dann vorübergehend wieder für Solna IF in seinem Heimatland tätig. Im Januar 2002 wechselte er nach Frankreich zu STB Le Havre, bestritt dort nur drei Ligaspiele und ging dann zu Solna zurück. Für diesen Verein stand der Innenspieler bis zum Ende der Saison 2005/06 auf dem Feld, 2003 gewann er mit Solna seinen vierten und letzten schwedischen Meistertitel.

### Nationalmannschaft
Sahlström bestritt 225 Länderspiele für Schweden. Bei den Europameisterschaften 1993 und 1995 war er Führungsspieler der Mannschaft.